# 유복 (후한)
유복(劉馥, ? ~ 208년)은 후한 말기의 정치가다. 붕괴된 양주의 정치를 회복하여, 죽은 후에도 조조 정권은 유복의 유산에 힘입어 강동 손씨 세력(후의 동오가 되는)의 양주 침입을 저지했다. 본관은 패국 상현이며, 자는 원영(元穎)이다.

## 사적
당시 후한은 전란에 빠져 있어, 양주로 피란해 왔다. 건안 초(196년), 원술의 장군 척기(戚寄), 진익(秦翊)을 설득해 함께 조조에게 귀순했고 사도연이 되었다.
건안 5년(200년), 손책이 임명한 여강태수 이술이 조정에서 파견한 양주자사 엄상을 죽이자, 원래 엄상이 관할하여 아직 손책이 장악하지 못한 양주 일대에 행정력 공백이 발생했고 여강의 매건, 뇌서, 진란 등이 이 틈에 양주의 각 군현을 공략했다. 당시 조조는 원소와 맞서고 있었으므로 표를 올려 유복을 양주자사로 삼아 그 방면의 모든 일을 맡겼다. 유복은 조조에게 별도의 지원 없이 단기로 부임했으나, 합비의 빈 성을 주 치소로 삼고 매건, 뇌서, 진란을 설득해 항복시켜 기반을 잡았다. 그리고 백성들에게 선정을 베풀어 유민들 수만이 유복의 통치 하에 귀순했다. 또 학교를 세우고 둔전을 넓히며 저수지를 만들고 수리 시설을 구축해 곡식을 축적했다. 한편 성루를 쌓고, 띠자리와 물고기 기름을 군용으로 많이 쌓아두었다.
유복은 건안 13년(208년)에 죽었으나, 이후 손권이 쳐들어왔을 때 유복이 준비한 띠자리로 비에 무너진 성벽을 덮었고, 물고기 기름으로 성의 안팎을 밝혀 적의 침입을 감시했다. 결국 손권은 패주했고, 양주 사람들은 춘추 시대 말에 대부 조씨의 진양성에 군수용품을 은밀히 숨겨 조씨가 이 성을 바탕으로 농성하여 멸문을 면하게 한 동안우의 공보다도 유복의 공이 크다고 칭송했다.

## 같이 보기
- 삼국지 인물 목록